# Montes Byrranga
Los montes Byrranga o montañas Byrranga (en ruso: горы Бырранга, Gory Byrranga) son una cadena montañosa de la Siberia rusa, localizada en el centro de la península de Taimyr, unos 825 km más allá del círculo polar ártico, entre el golfo de Yeniséi (mar de Kara) y el golfo de Játanga (mar de Láptev). La cadena bordea por el norte y el oeste el lago Taimir, discurriendo unos 1100 km y formando una suerte de bucle abierto, de dirección aproximada SO-NE (en sentido transversal alcanza un máximo de cerca de 200 km). Estas montañas no son muy altas, siendo en promedio de unos 500 m. El pico más alto tiene 1125 m. Administrativamente, toda la cordillera pertenece al krai de Krasnoyarsk de la Federación de Rusia y es parte de la Gran Reserva Natural del Ártico, la reserva natural más grande de Rusia. Dado que la zona es muy remota, casi no hay población y el acceso es muy difícil por la falta de carreteras y asentamientos.
La cadena está dividida en tres secciones distintas: la Occidental, entre el golfo del Yeniséi y la gran curva del río Piasina al bordear la cordillera, con una altura de hasta 320 m; la Central, entre el Piásina y el río Taimir, ya en su curso bajo, que fluye en dirección noroeste cortando por completo las montañas y que tiene alturas de hasta 671 m; y la Oriental, entre el Taimyr y el río Játanga, con un máximo de 1125 m, en la que hay cientos de pequeños glaciares, con un total de unos 30 km². Entre los muchos lagos de los montes Byrranga, además del gran lago Taimir, destaca el lago Levinson-Lessinga. En estos montes tienen sus fuentes los ríos Jutadabiga y Chetyrioj.
Las tierras bajas situadas al norte y al sur de estas montañas están recubiertas de tundra, pequeños lagos, lagunas y humedales (ciénagas y pantanos).
Los montes Byrranga se componen de limolitas y rocas intrusivas de composición neutral, pero hay vastas áreas expuestas de formación caliza. La cadena cuenta con profundos cañones y barrancos.
Fueron descubiertas por primera vez en 1736, por Vasili Prónchishchev, durante la Segunda expedición a Kamchatka. Aún hoy, las montañas Byrranga son una de las zonas menos conocidas del Ártico. El clima es continental y duro, con frecuentes ventiscas en el invierno.
El nombre procede del término бъранга [bəranga], que en idioma nganasan significa 'gran montaña rocosa'.